# العلاقات السنغافورية اللبنانية
العلاقات السنغافورية اللبنانية هي العلاقات الثنائية التي تجمع بين سنغافورة ولبنان.

## مقارنة بين البلدين
هذه مقارنة عامة ومرجعية للدولتين:
| وجه المقارنة                                              | سنغافورة                                                             | لبنان                                                                |
| --------------------------------------------------------- | -------------------------------------------------------------------- | -------------------------------------------------------------------- |
| المساحة (كم2)                                             | 719                                                                  | 10.45 ألف                                                            |
| عدد السكان (نسمة)                                         | 5.89 مليون                                                           | 6.10 مليون                                                           |
| الكثافة السكانية (ن./كم²)                                 | 819.19 ألف                                                           | 583.73                                                               |
| العاصمة                                                   | سنغافورة                                                             | بيروت                                                                |
| اللغة الرسمية                                             | لغة إنجليزية، اللغة الملايو، اللغة الصينية القياسية، اللغة التاميلية | اللغة العربية، لغة فرنسية                                            |
| العملة                                                    | دولار سنغافوري                                                       | ليرة لبنانية                                                         |
| الناتج المحلي الإجمالي (بليون دولار)                      | 323.91 مليار                                                         | 51.84 مليار                                                          |
| الناتج المحلي الإجمالي (تعادل القوة الشرائية) بليون دولار | 472.59 مليار                                                         | 81.54 مليار                                                          |
| الناتج المحلي الإجمالي الاسمي للفرد دولار أمريكي          | 52.89 ألف                                                            | 8.05 ألف                                                             |
| الناتج المحلي الإجمالي للفرد دولار أمريكي                 | 82.76 ألف                                                            | 17.46 ألف                                                            |
| مؤشر التنمية البشرية                                      | 0.925                                                                | 0.769                                                                |
| رمز المكالمات الدولي                                      | +65                                                                  | +961                                                                 |
| رمز الإنترنت                                              | .sg                                                                  | .lb                                                                  |
| المنطقة الزمنية                                           | ت ع م+08:00، توقيت سنغافورة المنسق ‏                                  | ت ع م+02:00، ت ع م+03:00، توقيت شرق أوروبا، توقيت شرق أوروبا الصيفي ‏ |

## منظمات دولية مشتركة
يشترك البلدان في عضوية مجموعة من المنظمات الدولية، منها:
| علم المنظمة | اسم المنظمة                               | تاريخ انضمام سنغافورة | تاريخ انضمام لبنان |
| ----------- | ----------------------------------------- | --------------------- | ------------------ |
|             | مؤسسة التنمية الدولية                     | 27 سبتمبر 2002        | 10 أبريل 1962      |
|             | يونسكو                                    | 8 أكتوبر 2007         | 4 نوفمبر 1946      |
|             | وكالة ضمان الاستثمار متعدد الأطراف        | 24 فبراير 1998        | 19 أكتوبر 1994     |
|             | الأمم المتحدة                             | 21 سبتمبر 1965        | 24 أكتوبر 1945     |
|             | الاتحاد البريدي العالمي                   | ?                     | ?                  |
|             | البنك الدولي للإنشاء والتعمير             | 3 أغسطس 1966          | 14 أبريل 1947      |
|             | الاتحاد الدولي للاتصالات                  | 22 أكتوبر 1965        | 12 يناير 1924      |
|             | منظمة حظر الأسلحة الكيميائية              | ?                     | ?                  |
|             | مؤسسة التمويل الدولية                     | 4 سبتمبر 1968         | 28 ديسمبر 1956     |
|             | المركز الدولي لتسوية المنازعات الاستشارية | 13 نوفمبر 1968        | 25 أبريل 2003      |
|             | منظمة الشرطة الجنائية الدولية             | ?                     | ?                  |

## وصلات خارجية
- موقع وزارة الخارجية السنغافورية